# Abbey Wood
Abbey Wood è sia il nome di un'area boschiva storica che il nome di un quartiere di Londra nel sud-est della contea metropolitana della Grande Londra. Abbey Wood, insieme alla vicina Thamesmead, è indicata come un'area di opportunità nella visione futura del Piano di Londra.

## Posizione

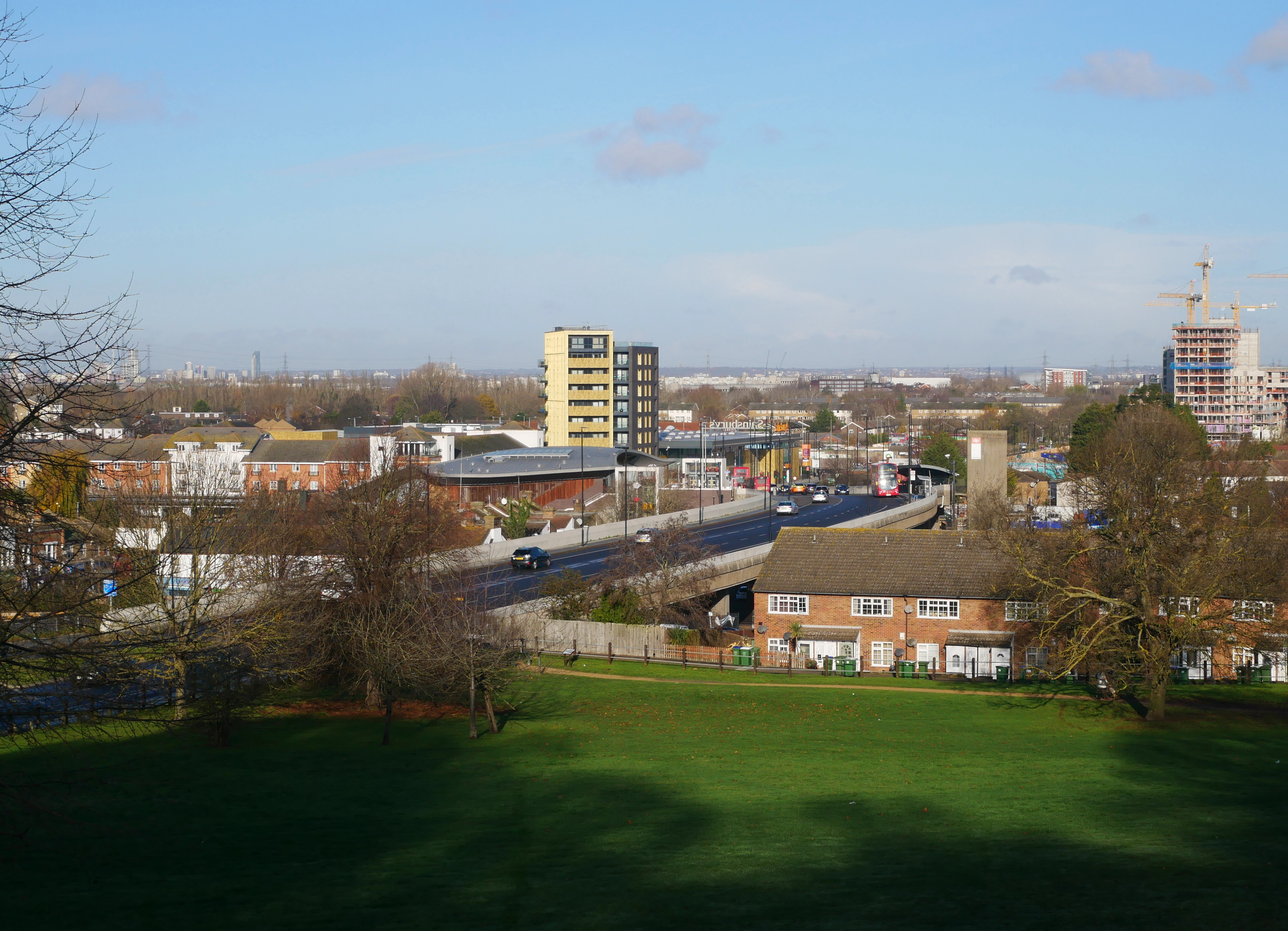
Veduta di Abbey Wood da Lesnes Abbey Woods.

Abbey Wood si trova in parte sul versante nord di una collina, Shooters Hill, in parte nella pianura alluvionale del Tamigi.
Il quartiere si trova a est di Woolwich e Plumstead, in parte nel borgo reale di Greenwich, in parte nel borgo reale di Bexley. Come molti quartieri di Londra, Abbey Wood non ha confini chiari. Il quartiere di Abbey Wood, che si trova interamente all'interno del borgo di Greenwich, è delimitato a ovest e nord da Plumstead e Thamesmead Moorings, entrambi anch'essi appartenenti al borgo di Greenwich. A est del distretto ci sono Thamesmead West e Lesnes Abbey, ea sud c'è St. Michael's, tutti e tre situati nel borgo di Bexley. Gli ultimi due quartieri sono generalmente considerati parte del distretto di Abbey Wood.

## Storia

### Abbazia di Lesnes

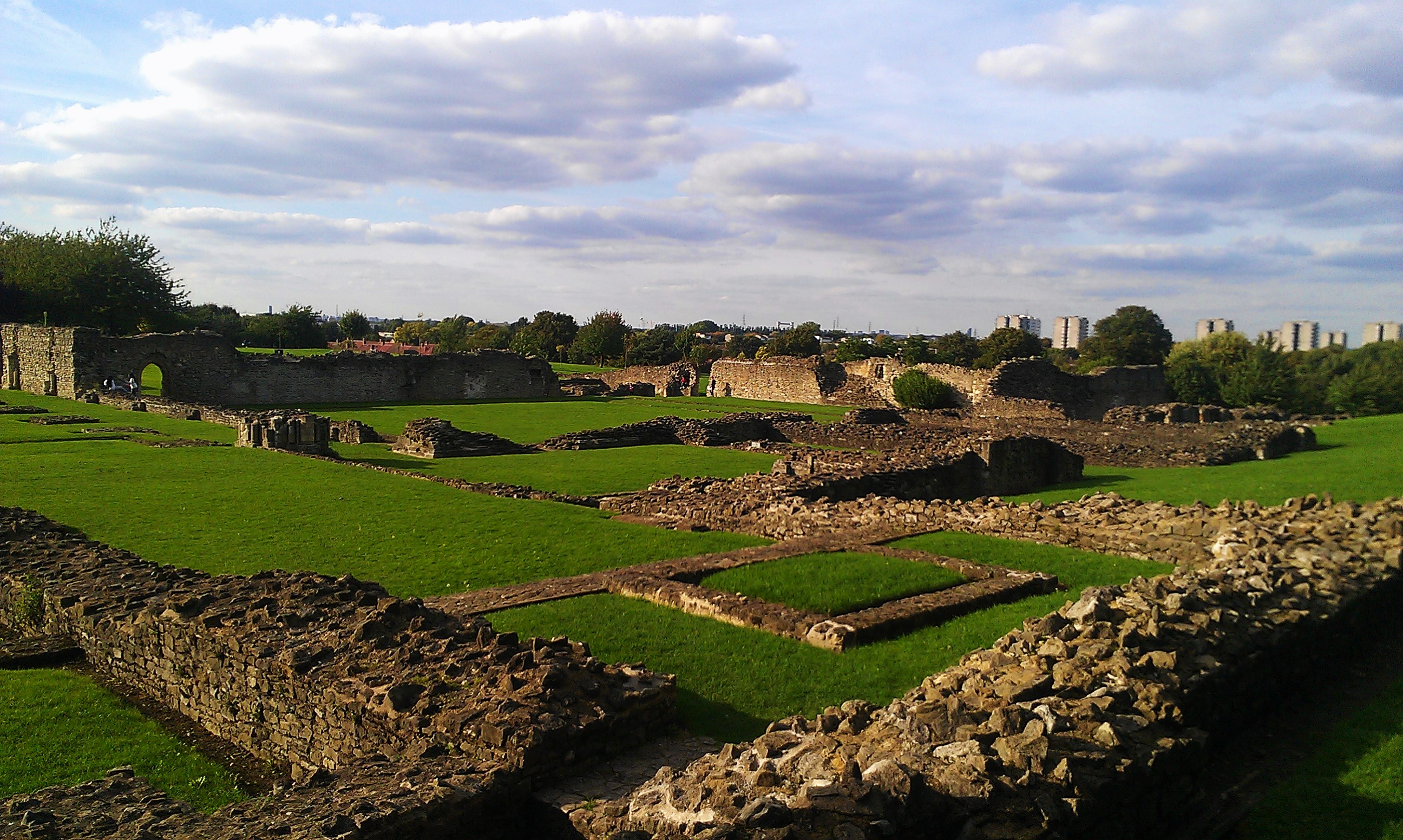
Rovine dell'Abbazia di Lesnes

Abbey Wood prende il nome dalla vicina foresta (in inglese: wood), che apparteneva all'abbazia benedettina di Lesnes, fondata nel 1178. L'abbazia possedeva la maggior parte del terreno nella zona ed era in prima linea nella bonifica. Alla dissoluzione dei monasteri (1536-41), l'abbazia di Lesnes fu uno dei primi monasteri ad essere quasi completamente rasi al suolo. Fu risparmiata solo la residenza dell'abate, che in seguito passò nelle mani del Christ's Hospital di Londra. Le rovine dell'abbazia sono state conservate fino ad oggi.

### Sviluppo successivo
La stazione di Abbey Wood fu aperta nel 1849, situata a nord del centro storico del quartiere, che ospita una dozzina di case e due pub. L'area ha subito un rapido sviluppo dopo l'arrivo delle ferrovie. Tra il 1900 e il 1930, la Royal Arsenal Co-operative Society costruì la Bostall Estate sulla collina sul lato sud del quartiere. Un altro quartiere, Abbey Estate, fu costruito tra il 1955 e il 1959 dal London County Council su una palude a sud della stazione. La parte settentrionale del quartiere lungo il Tamigi è stata di proprietà del Royal Arsenal a Woolwich fino agli anni '60, ma è stata successivamente sviluppata come uno dei più grandi complessi residenziali del dopoguerra di Londra. Quest'area, Thamesmead, oggi è generalmente considerata un quartiere separato.